# Coleophora sarobiensis
Coleophora sarobiensis é uma espécie de mariposa do gênero Coleophora pertencente à família Coleophoridae.